# Thomas Vaughan
Denna artikel handlar om diplomaten Thomas Vaughan, för filosofen, se Thomas Vaughan (filosof).
Thomas Vaughan, född ca 1410, död  1483, var en walesisk soldat och diplomat. 
Han var en anhängare till Jasper Tudor och Henrik VI av England.  Trots detta var drogs han till yorkist, som många walesare under denna tid och blev ambassadör vid hoven i Burgund och Frankrike å den yorkiske kungen Edvard IV.  Han dubbades till riddare 1475, samma dag som kungens äldste son utsågs som prins av Wales, då han under några hade tjänstgjort hos den unge prinsen. Efter den plötsliga avsättningen av Edvard V, greps Vaughan och avrättades av den blivande kung Rikard III.